# Allodia penicillata
Allodia penicillata är en tvåvingeart som först beskrevs av Lundstrom 1912.  Allodia penicillata ingår i släktet Allodia och familjen svampmyggor. Arten har ej påträffats i Sverige. Inga underarter finns listade i Catalogue of Life.